# جیمز پاترسون
جیمز پاترسون (روسی: Джеймс Ллойдович Паттерсон؛ زادهٔ ۱۷ ژوئیهٔ ۱۹۳۳) شاعر، هنرپیشه اهل اتحاد جماهیر شوروی سوسیالیستی است.
از فیلم‌ها یا برنامه‌های تلویزیونی که وی در آن نقش داشته‌است می‌توان به سیرک اشاره کرد.